# Xenobot

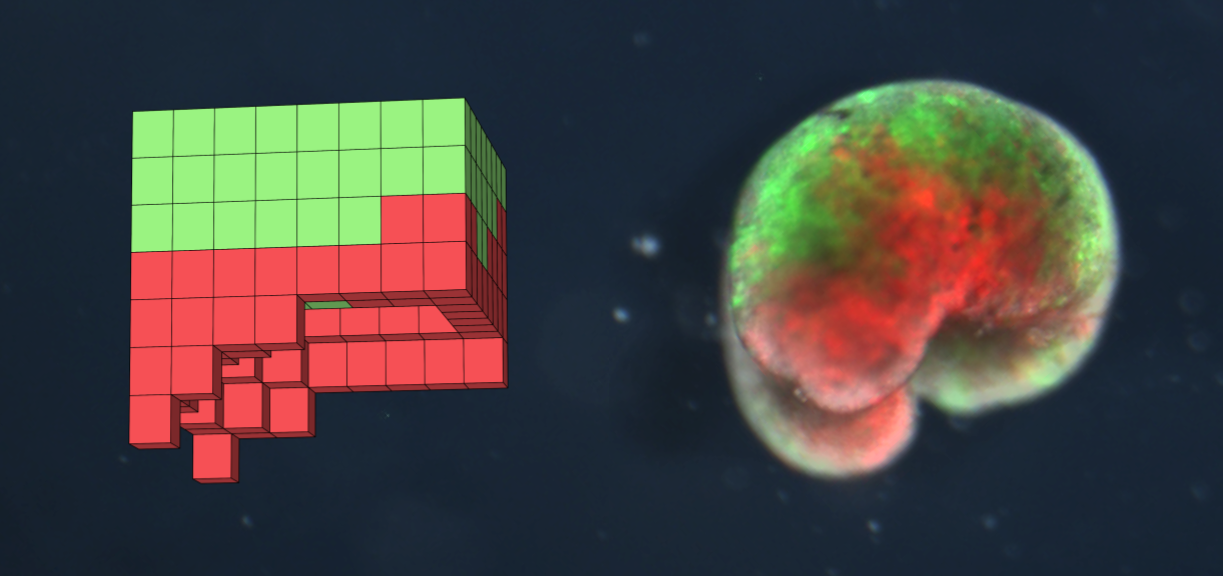
A sinistra è possibile vedere la simulazione di uno xenobot, mentre a destra è visibile la sua vera forma, con le cellule ectodermiche in verde e i miocardiociti in rosso.

Uno xenobot è un organismo semi-sintetico progettato con l'ausilio di un calcolatore affinché svolga una funzione desiderata e realizzato combinando insieme diversi tessuti biologici. Questo genere di organismi prende il nome dallo xenopo liscio, una rana acquatica endemica dell'Africa australe.

## Proprietà
Come sottolineato dai loro creatori, non essendo né robot tradizionali né nuove specie animali, gli xenobot fanno parte di una nuova classe di artefatti, oggetti artificiali che sono organismi viventi e programmabili.

Gli xenobot sono larghi meno di un millimetro e sono composti esclusivamente da due cose, ossia cellule ectodermiche e miocardiociti derivati da cellule staminali ricavate da embrioni di rospo (il sopraccitato xenopo) allo stadio di blastula. Nello specifico, le cellule ectodermiche forniscono il supporto rigido, mentre i miocardiociti fungono come piccoli motori, contraendosi ed espandendosi in volume, in modo da fornire una propulsione in avanti allo xenobot. La forma dello xenobot e la distribuzione in esso dei due tipi di cellule sopraccitati sono progettati automaticamente da un software che utilizza un algoritmo evolutivo al fine di poter portare a termine un compito preciso. Grazie a tali software sono quindi stati progettati xenobot in grado di camminare, nuotare, trasportare carichi e lavorare assieme in gruppo allo scopo, ad esempio, di radunare detriti sparsi sulla superficie di una piastrina in modo da formare delle pile ordinate.
Gli xenobot possono sopravvivere per settimane senza un apporto nutritivo esterno e possono persino curare se stessi dopo aver subito una lieve lacerazione.
Alla fine del novembre 2021 è stata annunciata l'osservazione di un tipo di riproduzione sviluppato autonomamente dagli xenobot e mai precedentemente osservato in natura. Il principio di base di tale riproduzione è detto replicazione cinetica, un fenomeno già noto ma solo a livello molecolare, non essendo mai stato osservato né a livello di una semplice cellula né, tantomeno, a quello di un organismo intero. Quello che è stato osservato è che gli xenobot sono in grado spostare e combinare cellule staminali disperse nel loro ambiente al fine di creare assiemi che sembrano e si muovono come loro stessi, creando in pratica, con un processo di "gestazione" che richiede pochi giorni e durante il quale le cellule assemblate "maturano", delle copie funzionali di sé stessi, e che questa capacità non deve essere specificamente evoluta o introdotta dalla manipolazione genetica. Ciò, secondo gli autori della ricerca, dimostra che l'ingegneria dell'intelligenza artificiale può progettare cluster in grado di replicarsi nel modo migliore e di svolgere contemporaneamente un lavoro utile, e suggerisce che le tecnologie future potrebbero, con poche indicazioni esterne, diventare sempre più utili man mano che si diffondono.

## Potenziali applicazioni
La realizzazione degli xenobot è stata annunciata nel gennaio 2020 da un gruppo di ricercatori statunitensi divisi tra l'università del Vermont, la Tufts e l'Istituto Wyss di Harvard; da allora, essi sono stati utilizzati soprattutto come strumento scientifico utile a comprendere come le cellule cooperino tra loro per costruire corpi complessi durante la morfogenesi.
Tuttavia, il comportamento e la biocompatibilità degli xenobot hanno fatto immaginare per loro una serie di potenziali applicazioni in cui potrebbero risultare fondamentali. Dato che gli xenobot sono composti esclusivamente da cellulare di rospo, essi sono biodegradabili e ciò, unitamente alla dimostrata capacità di poter radunare carichi microscopici in pile ordinate, ha fatto pensare a un loro utilizzo nella rimozione delle microplastiche dagli oceani: gli xenobot potrebbero infatti realizzare, a partire da minuscoli pezzi di plastica, delle palle sufficientemente grandi da poter essere raccolte da una barca o da un drone e quindi trasportate in un centro di riciclaggio.
Contrariamente alle tecnologie tradizionali, inoltre, gli xenobot non inquinano né durante il loro lavoro né durante la loro degradazione, essi infatti ricavano energia dal grasso e dalle proteine naturalmente localizzati nei loro tessuti, che durano circa una settimana e finiti i quali gli xenobot si trasformano semplicemente in piccoli ammassi di cellule morte.
Secondo i loro creatori, in future applicazioni mediche, come la consegna mirata di medicinali, gli xenobot potrebbero essere realizzati con cellule del paziente stesso, in modo tale da evitare tutti i problemi di risposta immunologica scatenati invece da sistemi simili basati sull'uso di micro-robot. Simili xenobot troverebbero inoltre molte altre applicazioni, tra cui ad esempio la rimozione di placche dalle arterie, e, con l'aggiunta di altri tipi di cellule e di ulteriore bioingegnerizzazione, essi potrebbero essere utilizzati per localizzare tumori.